# Mario Suárez
Mario Suárez Mata (Alcobendas, Madrid, 24 de febrero de 1987) es un exfutbolista español que jugaba como centrocampista. Su último equipo fue el Rayo Vallecano de la Primera División de España. Sus mayores éxitos como futbolista fueron en el Atlético de Madrid, club del que fue canterano y ganó 6 títulos con el primer equipo.
Mario debutó en Primera División con el Atlético de Madrid. Posteriormente fue cedido al Valladolid y al Celta de Vigo y traspasado al Mallorca con opción de recompra. En 2010 el Atlético de Madrid hizo efectiva esta opción y desde entonces ha ganado con el club colchonero la Supercopa de Europa en 2010 y 2012, la Europa League en 2012, la Copa del Rey en 2013 y la Liga y la Supercopa de España en 2014.
Ha sido también internacional con la selección española de fútbol en tres ocasiones.

## Trayectoria

### Inicios y debut
En 1999 pasó a formar parte de las categorías inferiores del Atlético de Madrid hasta que en 2004 se produjo su ascenso al Atlético de Madrid B, filial del primer equipo, jugando durante dos temporadas en Segunda División "B". El 6 de noviembre de 2005 debutó con el primer equipo en el empate a cero ante el Sevilla Fútbol Club.

### Cesiones
En la temporada 2006/07 fue cedido al Real Valladolid donde se proclamó campeón de la Segunda División, consiguiendo así el ascenso con el club de Pucela a la Primera División.
En la temporada 2007/08 jugó también en calidad de cedido en el Celta de Vigo en Segunda División.

### RCD Mallorca
El 3 de julio de 2008 se concretó su traspaso al RCD Mallorca dónde firmó por cuatro temporadas, teniendo el Atlético en las dos primeras una opción de recompra. En el Mallorca logró ser un jugador importante en el equipo de Gregorio Manzano que alcanzó unos dignos 9.º y 5.º puesto en las temporadas 2008/09 y 2009/10 respectivamente.

### Atlético de Madrid

#### Títulos europeos
En el verano de 2010 el Atlético de Madrid hizo valer su opción de compra (1,8 millones) y Mario Suárez regresó al primer equipo del equipo madrileño. Su regreso no pudo comenzar mejor pues el 29 de agosto de 2010 consiguió su primer título internacional al imponerse en la Supercopa de Europa al Inter de Milán, campeón de la Champions League, por dos goles a cero. El 10 de abril de 2011, consiguió su primer gol como jugador rojiblanco en la trigésimo primera jornada de Liga en la victoria por tres a cero contra la Real Sociedad en el estadio Vicente Calderón.
Durante la temporada 2011/12, los mejores momentos del club rojiblanco se vivieron en la Europa League en la que disputó la final el 9 de mayo de 2012. Mario disputó dicha final como titular y se proclamó campeón de la Europa League al vencer por 3 goles a 0 al Athletic Club. Unos meses después, el 31 de agosto de 2012, Mario volvió a disputar una final como titular. Al ser el Atlético de Madrid el actual campeón de la Europa League se tuvo que enfrentar al Chelsea, campeón de la Champions League, por la Supercopa de Europa. De esta forma, Mario consiguió su segunda Supercopa de Europa al vencer el partido por cuatro goles a uno.

#### Copa del Rey
La temporada 2012/13 el Atlético de Madrid fue más regular y terminó tercero clasificado en la Liga consiguiendo el objetivo marcado por el club que era la clasificación para la Champions League. En la Europa League fue eliminado en la primera ronda pero fue en la Copa del Rey donde destacó especialmente.
El 17 de mayo de 2013 el Atlético de Madrid se enfrentó al Real Madrid en el Santiago Bernabéu en la final de la Copa del Rey. Mario volvió a ser titular en otra final y tras un partido que llegó a la prórroga con empate a uno, un tanto de Miranda dio al club su décima Copa del Rey y a Mario su primera. El partido finalizó uno a dos con goles de Cristiano Ronaldo, Diego Costa y Miranda.

#### Campeón de Liga
Durante la temporada 2013/14, en la tercera jornada, disputó su partido número 150 de Primera División ante la Real Sociedad. Sin embargo, una lesión le impidió estar a disposición del míster en muchos partidos y el número de encuentros se vio reducido en comparación a temporadas anteriores. Su recuperación se produjo antes del final de temporada y pudo estar disponible en los partidos decisivos que hicieron que el Atlético de Madrid se proclamara campeón de Liga en la última jornada empatando a uno en el Camp Nou.
En la Liga de Campeones el club se clasificó para disputar la final frente al Real Madrid pero Mario pese a estar convocado no jugó ningún minuto. El Atlético perdió el partido en la prórroga por cuatro a uno tras haber llegado al final de los 90 minutos con empate a uno; empate conseguido por el Madrid en el descuento de la segunda parte.

#### Última temporada
Al comienzo de la temporada 2014/15 disputó la Supercopa de España, al haber sido el Atlético de Madrid el campeón de Liga la temporada anterior, frente al Real Madrid. Mario disputó el partido de ida completo en el que el marcador final fue de empate a uno. En el partido de vuelta, en el que no jugó, el Atlético ganó por uno a cero y se proclamó campeón de la Supercopa consiguiendo así Mario su sexto título como jugador rojiblanco.
Aunque finalmente terminó disputando más partidos que la temporada anterior, su participación en el equipo no fue la que esperaba. Durante el mercado de fichajes de invierno se rumoreó que Mario iba a dejar el Atlético de Madrid pero finalmente no fue así. Tras el partido de vuelta de los octavos de final, en el que fue titular por la ausencia de Tiago, y en el que anotó el gol que llevó a los penaltis la eliminatoria, fue elegido en el equipo de la semana por la UEFA. Una vez que la temporada hubo finalizado y el Atlético consiguió la clasificación para la Liga de Campeones, los rumores volvieron a colocarle fuera del club para la siguiente temporada.

### AC Fiorentina
Finalmente los rumores se convirtieron en realidad y para la temporada 2015/16 se hizo oficial el fichaje de Mario por la Fiorentina de la Serie A. El jugador se despidió del club y los aficionados con una carta y una rueda de prensa. Empezó jugando tanto en Liga como en Europa League, incluso marcó un gol en noviembre en la goleada 4-1 al Frosinone, pero el técnico dejó de darle continuidad y en el mes de enero, tras haber participado solo en 9 encuentros de liga y 4 de Europa League, fue traspasado al Watford FC británico.

### Watford FC
El 30 de enero de 2016 firma su contrato con el Watford FC de la Premier League, que abona 5,3 millones de euros a la Fiorentina, un contrato vinculante por los próximos 4 años y medio. En esa mitad de la temporada 2015/16 participa en todos los encuentros oficiales de liga (15 encuentros) y en dos de la FA Cup. A pesar de tener continuidad, a final de temporada se acuerda su cesión con opción de compra al Valencia.

### Valencia CF
El 16 de agosto de 2016 regresa a España, esta vez en calidad de cedido al Valencia CF por una temporada con opción de compra. La necesidad del club valencianista de firmar un mediocentro, y que el director deportivo Jesús García Pitarch lo conocía de su etapa en el Atlético hicieron posible cerrar la operación. Vive una convulsa temporada en la capital del Turia, aunque empieza bien siendo titular en el centro del campo valencianista durante toda la primera vuelta de la temporada Primera División de España 2016/ Ayestaran y Cesare Prandelli. Anotó incluso tres goles, uno en la 6.ª jornada frente al Leganés en Butarque y dos en la 8.ª jornada ante el Sporting en El Molinón. La llegada en enero del técnico Voro y la aparición del joven canterano Carlos Soler hicieron que dejara de participar en el equipo a partir del mes de febrero, motivo por el cual el club no ejerció la opción de compra de 6 millones de euros y terminó su cesión.

### Guizhou Hengfeng Zhicheng FC
El 11 de junio de 2017 se hace oficial su llegada al Guizhou Hengfeng Zhicheng de la Superliga de China, equipo dirigido por el español Gregorio Manzano con quien ya coincidió en el Mallorca y el Atlético.

### Rayo Vallecano SAD
El 25 de enero de 2019 rescinde su contrato con el Guizhou Hengfeng Zhicheng de la Superliga de China, y al cabo de unos días firma su nuevo contrato con el Rayo Vallecano hasta final de temporada.

## Selección nacional

### Categorías inferiores
Mario Suárez debutó el 27 de marzo de 2004, con la Selección Sub-17, en un partido de clasificación para la Eurocopa Sub-17 de 2004, frente a la República Checa ganando 4-0. Disputó la Eurocopa Sub-17 de 2004, donde quedó subcampeón. También formó parte de la selección sub-18 que acudió a la Meridian Cup, donde jugó 3 partidos y marcó un gol, quedando al final terceros.
Con la Selección Sub-19 debutó el 28 de mayo de 2006 contra Chipre en un partido de clasificación para el Europeo Sub-19 de 2006. En este partido marcó dos goles.
Disputó el Europeo Sub-19 de 2006 donde resultó campeón.
En la Selección Sub-20, Mario Suárez debutó el 21 de marzo de 2007 en un amistoso contra la República Checa. En el Mundial Sub-20 2007 jugó tres partidos y marcó un gol.
Debutó el 6 de febrero de 2007 con la Selección Sub-21 contra Inglaterra. Disputó la Eurocopa Sub-21 de 2009 con España donde cayó en la fase de grupos.

### Selección absoluta
El 3 de febrero de 2013 fue convocado por primera vez con la Selección española absoluta para el partido amistoso ante Uruguay ante la baja de Xabi Alonso debida a unos molestias en el pubis. Debutó el 6 de febrero de 2013 en Doha (Catar), sustituyendo a Cazorla en el minuto 70 de la segunda parte. En ese partido la Selección nacional venció al combinado charrúa por tres goles a uno.

## Tras la retirada
Colabora como comentarista de fútbol en ESPN.

## Estadísticas

### Clubes
- Actualizado el 4 de junio de 2023[16]

| Club                          | Div        | Temporada  | Liga  | Liga  | Copas nacionales(1) | Copas nacionales(1) | Torneos internacionales(2) | Torneos internacionales(2) | Total | Total | Media goleadora |
| Club                          | Div        | Temporada  | Part. | Goles | Part.               | Goles               | Part.                      | Goles                      | Part. | Goles | Media goleadora |
| ----------------------------- | ---------- | ---------- | ----- | ----- | ------------------- | ------------------- | -------------------------- | -------------------------- | ----- | ----- | --------------- |
| Atlético de Madrid B · España | 2.ª B      | 2004-05    | 2     | 0     | -                   | -                   | -                          | -                          | 2     | 0     | 0               |
| Atlético de Madrid B · España | 2.ª B      | 2005-06    | 3     | 0     | -                   | -                   | -                          | -                          | 3     | 0     | 0               |
| Atlético de Madrid B · España | Total club | Total club | 5     | 0     | 0                   | 0                   | 0                          | 0                          | 5     | 0     | 0               |
| Atlético de Madrid · España   | 1.ª        | 2005-06    | 4     | 0     | 2                   | 0                   | -                          | -                          | 6     | 0     | 0               |
| Atlético de Madrid · España   | Total club | Total club | 4     | 0     | 2                   | 0                   | 0                          | 0                          | 6     | 0     | 0               |
| Real Valladolid · España      |            |            |       |       |                     |                     |                            |                            |       |       |                 |
| 2.ª                           | 2006-07    | 8          | 1     | 7     | 1                   | -                   | -                          | 15                         | 2     | 0,13  |                 |
| Total club                    | Total club | 8          | 1     | 7     | 1                   | 0                   | 0                          | 15                         | 2     | 0,13  |                 |
| Celta de Vigo · España        |            |            |       |       |                     |                     |                            |                            |       |       |                 |
| 2.ª                           | 2007-08    | 26         | 2     | -     | -                   | -                   | -                          | 26                         | 2     | 0,07  |                 |
| Total club                    | Total club | 26         | 2     | 0     | 0                   | 0                   | 0                          | 26                         | 2     | 0,07  |                 |
| Real Mallorca · España        |            |            |       |       |                     |                     |                            |                            |       |       |                 |
| 1.ª                           | 2008-09    | 26         | 0     | 6     | 0                   | -                   | -                          | 32                         | 0     | 0     |                 |
| 1.ª                           | 2009-10    | 34         | 5     | 4     | 1                   | -                   | -                          | 38                         | 6     | 0,16  |                 |
| Total club                    | Total club | 60         | 5     | 10    | 1                   | 0                   | 0                          | 70                         | 6     | 0,09  |                 |
| Atlético de Madrid · España   |            |            |       |       |                     |                     |                            |                            |       |       |                 |
| 1.ª                           | 2010-11    | 27         | 2     | 4     | 0                   | 4                   | 0                          | 35                         | 2     | 0,06  |                 |
| 1.ª                           | 2011-12    | 28         | 0     | 0     | 0                   | 14                  | 0                          | 42                         | 0     | 0     |                 |
| 1.ª                           | 2012-13    | 29         | 1     | 8     | 0                   | 6                   | 0                          | 43                         | 1     | 0,02  |                 |
| 1.ª                           | 2013-14    | 17         | 0     | 3     | 0                   | 5                   | 0                          | 25                         | 0     | 0     |                 |
| 1.ª                           | 2014-15    | 20         | 1     | 7     | 0                   | 8                   | 1                          | 35                         | 2     | 0,06  |                 |
| Total club                    | Total club | 121        | 4     | 22    | 0                   | 37                  | 1                          | 180                        | 5     | 0,03  |                 |
| Fiorentina · Italia           |            |            |       |       |                     |                     |                            |                            |       |       |                 |
| 1.ª                           | 2015-16    | 9          | 1     | 0     | 0                   | 4                   | 0                          | 13                         | 1     | 0,08  |                 |
| Total club                    | Total club | 9          | 1     | 0     | 0                   | 4                   | 0                          | 13                         | 1     | 0,08  |                 |
| Watford FC Reino Unido        | 1.ª        | 2015-16    | 15    | 0     | 2                   | 0                   | -                          | -                          | 17    | 0     | 0               |
| Watford FC Reino Unido        | Total club | Total club | 15    | 0     | 2                   | 0                   | 0                          | 0                          | 17    | 0     | 0               |
| Valencia CF · España          | 1.ª        | 2016-17    | 21    | 3     | 3                   | 0                   | -                          | -                          | 24    | 3     | 0,12            |
| Valencia CF · España          | Total club | Total club | 21    | 3     | 3                   | 0                   | 0                          | 0                          | 24    | 3     | 0,12            |
| Guizhou FC China              | 1.ª        | 2017       | 12    | 0     | -                   | -                   | -                          | -                          | 12    | 0     | 0               |
| Guizhou FC China              | 1.ª        | 2018       | 17    | 2     | 1                   | 0                   | -                          | -                          | 18    | 2     | 0,11            |
| Guizhou FC China              | Total club | Total club | 29    | 2     | 1                   | 0                   | 0                          | 0                          | 30    | 2     | 0,07            |
| Rayo Vallecano · España       | 1.ª        | 2018-19    | 14    | 2     | -                   | -                   | -                          | -                          | 14    | 2     | 0,14            |
| Rayo Vallecano · España       | 2.ª        | 2019-20    | 34    | 7     | 3                   | 0                   | -                          | -                          | 37    | 7     | 0,19            |
| Rayo Vallecano · España       | 2.ª        | 2020-21    | 30    | 2     | 4                   | 0                   | -                          | -                          | 34    | 2     | 0,06            |
| Rayo Vallecano · España       | 1.ª        | 2021-22    | 14    | 0     | 7                   | 1                   | -                          | -                          | 21    | 1     | 0,05            |
| Rayo Vallecano · España       | 1.ª        | 2022-23    | 2     | 0     | 2                   | 0                   | -                          | -                          | 4     | 0     | 0               |
| Rayo Vallecano · España       | Total club | Total club | 94    | 11    | 16                  | 1                   | 0                          | 0                          | 110   | 12    | 0,11            |
|                               | Total club | Total club | 392   | 29    | 63                  | 3                   | 41                         | 1                          | 496   | 33    | 0,07            |

## Palmarés

### Títulos nacionales
| Título              | Club                  | País   | Año  |
| ------------------- | --------------------- | ------ | ---- |
| Segunda División    | Real Valladolid C. F. | España | 2007 |
| Copa del Rey        | Atlético de Madrid    | España | 2013 |
| Primera División    | Atlético de Madrid    | España | 2014 |
| Supercopa de España | Atlético de Madrid    | España | 2014 |

### Títulos internacionales
| Título                 | Club               | País    | Año  |
| ---------------------- | ------------------ | ------- | ---- |
| Supercopa de Europa    | Atlético de Madrid | Mónaco  | 2010 |
| Liga Europa de la UEFA | Atlético de Madrid | Rumania | 2012 |
| Supercopa de Europa    | Atlético de Madrid | Mónaco  | 2012 |

### Distinciones individuales
| Distinción                                   | Año  |
| -------------------------------------------- | ---- |
| Premio medio punta de bronce de Fútbol Draft | 2006 |